# Dinosaur Jr.
Dinosaur Jr. là một ban nhạc rock người Mỹ thành lập tại Amherst, Massachusetts năm 1984, ban đầu chỉ được gọi là Dinosaur cho tới khi phải đổi tên vì lý do pháp lý.
Ban nhạc được thành lập bởi J Mascis (guitar, hát), Lou Barlow (bass, hát), và Murph (trống). Sau ba album được phát hành qua những hãng đĩa độc lập đã giúp ban nhạc có được danh tiếng trong giới alternative rock nước Mỹ, Mascis sa thải Barlow, người sau đó thành lập Sebadoh và Folk Implosion. Mike Johnson gia nhập và nhóm phát hành thêm ba album qua các hãng đĩa lớn. Murph cuối cùng rời nhóm, Mascis hoàn thành việc chơi trống trong phòng thu. Dinosaur Jr. tan rã năm 1997. Ban nhạc tái hợp với đội hình gốc năm 2005, và phát hành thêm ba album kể từ đó.

## Thành viên
Thành viên hiện tại
- J Mascis - hát, guitar, keyboard (1984-1997, 2005-nay); trống (1991, 1993-1997)
- Lou Barlow - guitar bass, hát (1984-1989, 2005-present)
- Murph - trống (1984-1993, 2005-present)

Cựu thành viên
- Mike Johnson - guitar bass, hát (1990-1997)
- George Berz - trống (1993-1997)

## Đĩa nhạc
- Dinosaur (1985)
- You're Living All Over Me (1987)
- Bug (1988)
- Green Mind (1991)
- Where You Been (1993)
- Without a Sound (1994)
- Hand It Over (1997)
- Beyond (2007)
- Farm (2009)
- I Bet on Sky (2012)
- Give a Glimpse of What Yer Not (2016)